# Ilse Gostynski

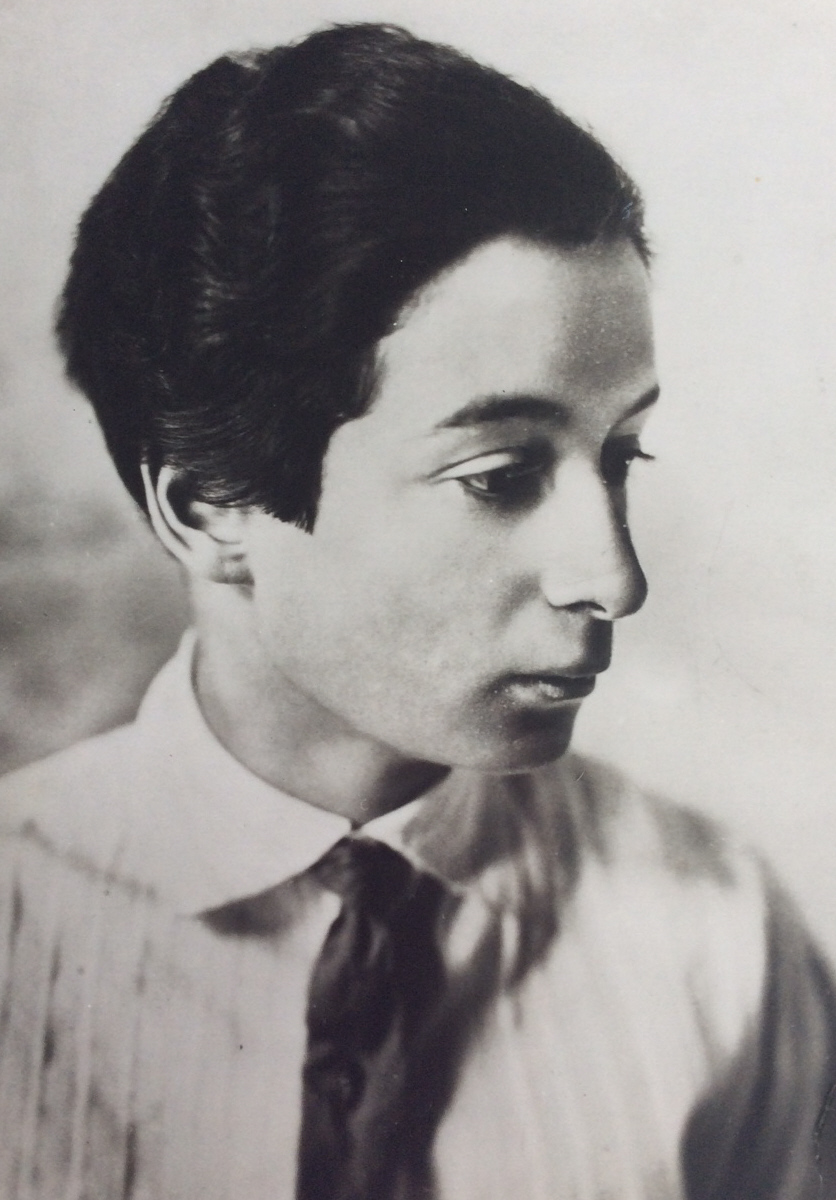
Ilse Gostynski 1929 - im Alter von 20 Jahren

Ilse Gostynski, alias Ilse Lipinski (* 3. Januar 1909 in Berlin; † 5. Dezember 1991 in London), war eine deutsche Kommunistin, Widerstandskämpferin und Opfer der nationalsozialistischen Judenverfolgung.

## Biographie

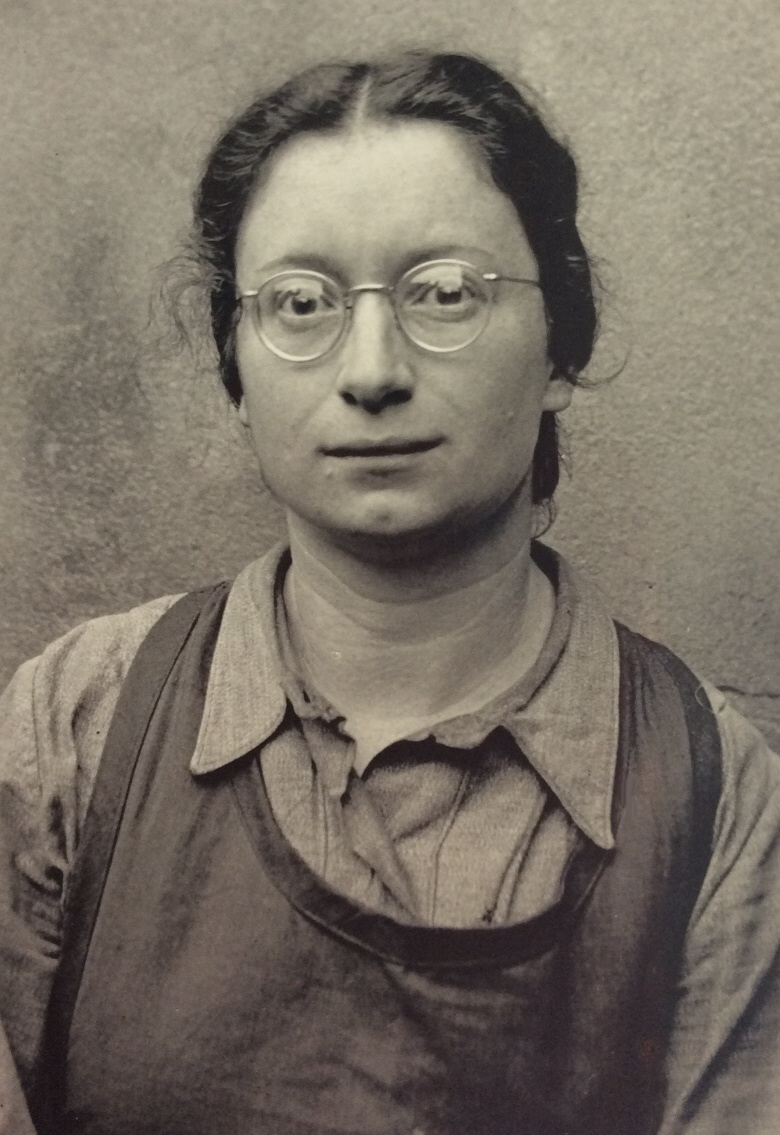
Ilse Gostynski 1938 - im KZ Lichtenburg

Ilse Gostynski, nach Eheschließung ab 1945 Ilse Rolfe, wurde am 3. Januar 1909 in Berlin in eine jüdische Familie geboren. Ihre Eltern waren Julius Gostynski (* 1871 in Bromberg heute Polen; † 1940 Berlin) und Elisabeth Charlotte Meyer (* 1876 in Koblenz; † 1942 Trawniki oder Belzeck). Ilse Gostynski war Mitglied der KPD und wurde am 20. Januar 1936 wegen kommunistischer Aktivitäten verhaftet. Da der Schutzhaftbefehl von der Gestapo erst am 11. Mai 1936 ausgestellt wurde, wurde sie Mitte Mai, also nach vier Monaten Untersuchungshaft in der Justizvollzugsanstalt Moabit, in das Frauen-KZ Moringen eingewiesen. Dort wurden Kommunistinnen und ehemalige Mitglieder des Reichstags gefangen gehalten sowie viele Anhängerinnen der Zeugen Jehovas. Ebenso Einzelpersonen, die in kleinen Gruppen oder allein gegen die Nazis operiert hatten. Unter ihnen die Grafikerin und Zeichnerin Gerda Lissack, ebenfalls Mitglied der KPD, die Flugblätter entworfen und gestaltet hatte, mit denen sie Hitler direkt attackierte. Ilse Gostynski, die sich zum Schutz ihrer Familie bei Verhaftung damals Ilse Lipinski nannte, hatte dabei geholfen, die Flugblätter auf Lissacks Druckerpresse zu drucken. Da Gerda Lissack eine Beinprothese trug und stark gehbehindert war, hatte Ilse Gostynski die Flugblätter zusammen mit ihrem Freund Georg Wiltsch verteilt.
Im Schutzhaftbefehl vom 11. Mai 1936 wird Ilse Gostynski folgendes vorgeworfen:

„Sie hat den Wiederaufbau einer verbotenen Partei, nämlich der illegalen KPD., dadurch gefördert, dass sie mit einem ihr bekannten Georg Wiltsch Verbindungen aufrecht erhalten hat, die den Zweck verfolgten, ihm illegale kommunistische Druckschriften zu vermitteln. gez. Heydrich“

Sarah Helm schreibt in ihrem Buch, dass Ilse Gostynski aus Versehen verhaftet wurde. Die Gestapo hätte es auf ihre Zwillingsschwester Else abgesehen, die sich jedoch in Oslo befand, um dort Fluchtwege für jüdische Kinder zu organisieren.  Der Schutzhaftbefehl ist allerdings eindeutig auf Ilse Gostynski ausgestellt.

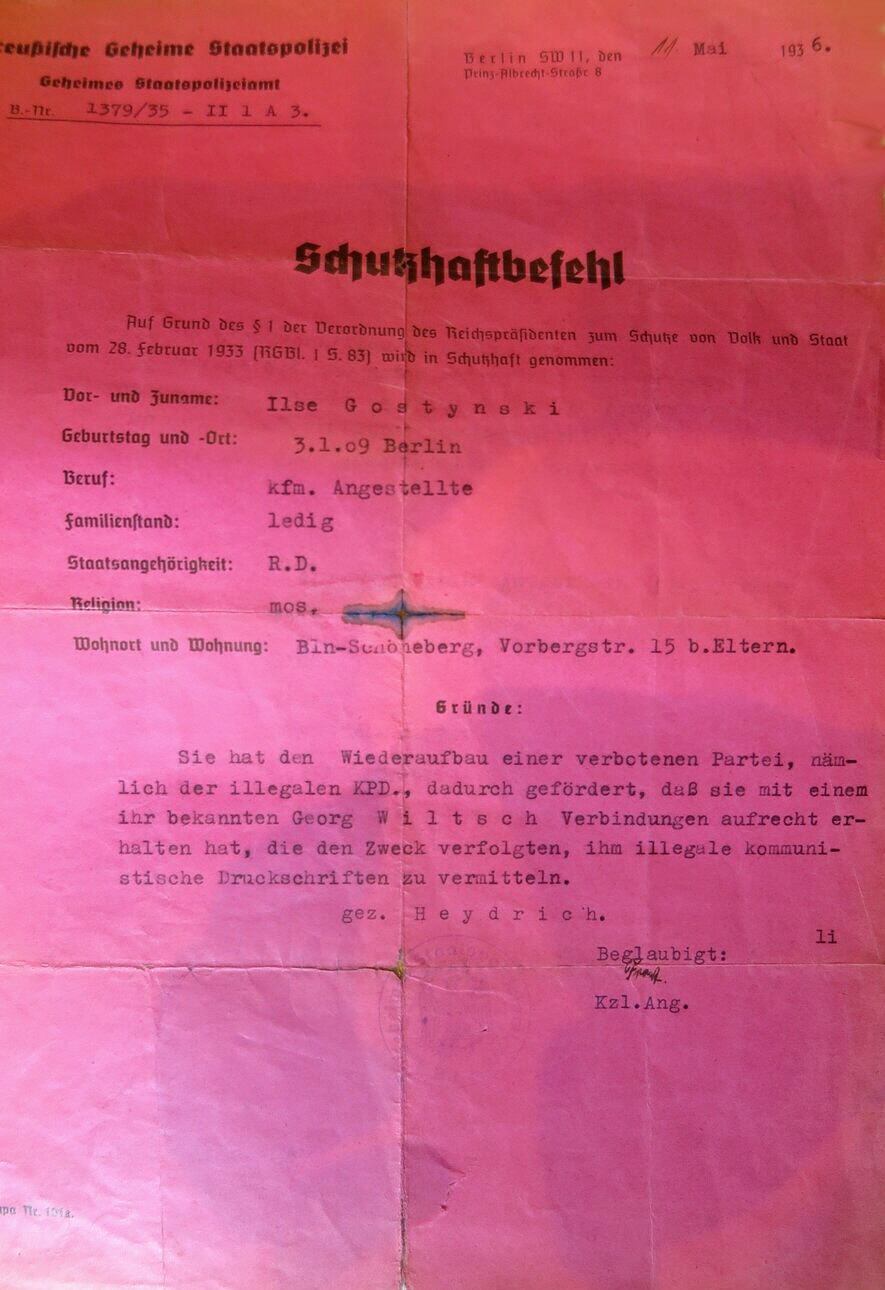
Schutzhaftbefehl der Gestapo - vom 11. Mai 1936

Im März 1938 wurde Ilse Gostynski in das Frauen-KZ Lichtenburg und Anfang Mai 1939 in das Frauen-KZ Ravensbrück überstellt. Wegen Mangels an Beweisen kam sie kurz nach ihrer Einlieferung am 26. Mai 1939 wieder frei - mit der Auflage, Deutschland innerhalb von drei Wochen zu verlassen. Ilse Gostynski konnte die notwendigen Papiere beschaffen und traf noch vor Kriegsbeginn am 23. Juni 1939 in Southampton ein. Anschließend wurde sie auf der Isle of Man als feindlicher Ausländer (Enemy Alien) interniert. Als erlernten Beruf hatte sie dort Bibliotheksassistentin angegeben und als aktuellen Beruf Hausmädchen. Erst nach 18 Monaten wurde sie am 26. Februar 1942 aus dem Internierungslager entlassen. Für die ungewöhnlich lange Internierungsdauer erhielt sie eine offizielle Entschuldigung von den britischen Behörden. Vier Wochen nach ihrer Entlassung aus dem Internierungslager wurde ihre Mutter Elisabeth am 28. März 1942 mit dem 11. Osttransport von Berlin nach Piaski in Polen deportiert. Von dort gelangte sie in das Arbeitslager Trawniki, dessen Häftlinge bei Arbeitsunfähigkeit im Vernichtungslager Belzec ermordet wurden. Genauer Todestag in 1942 und Todesort sind unbekannt.
Im März 1945 heiratete Ilse Gostynski den britischen Staatsbürger Eugene Rolfe, der Dolmetscher im Arbeitsministerium war. 1946 bekam das Paar eine Tochter namens Marlene. In den 1950er Jahren hat Ilse Gostynski in einer Stellungnahme für die Wiener Holocaust Library in London über die schrecklichen Bedingungen in Ravensbrück und die sadistischen Strafen im Bunker geschrieben:

„Es war die Ungewissheit der Schutzhaft, die tausend kleinen Schikanen, das enge Zusammengedrängtsein, das Aufeinanderhocken und vieles mehr, was die Tragik des KZ ausmachte.“

Nach dem Zweiten Weltkrieg machte Ilse Gostynski, die nun Ilse Rolfe hieß, mit ihrer Tochter und ihrem Ehemann, der sehr gut Deutsch sprach, jährliche Urlaubsreisen nach Deutschland. Dabei konnte sie auch ihren ehemaligen Freund Georg Wiltsch, der die NS-Zeit ebenfalls überlebt hat, in Berlin besuchen. Dazu ihre Tochter Marlene: „Sie blieb ihr Leben lang eine echte Berlinerin, der die Berliner Atmosphäre fehlte“. 1975 beantragte Ilse Rolfe von London aus die Wiedereinbürgerung. Ihr wurde 1941, wie allen Deutschen, die während des Dritten Reiches ins Ausland geflüchtet sind, die deutsche Staatsbürgerschaft von den Nazis entzogen. Zusätzlich zur Britischen erhielt Ilse Rolfe dann auch die Deutsche Staatsbürgerschaft mit ihrer Wiedereinbürgerung am 7. Januar 1976 zurück.

## Literarische Zitate
Welches Glück Ilse Gostynski hatte, beschreibt die deutsch-israelische Soziologin Judith Buber Agassi auf Seite 47 ihres Buches The Jewish Women Prisoners of Ravensbruck:
„Die politischen Gefangenen in Ravensbrück erhielten von den Mithäftlingen den Ehrentitel „Alte Ravensbrückerinnen“.  Es waren die Häftlinge, deren Häftlingsnummern kleiner als 1000 waren. Es gab nur 125 jüdische Häftlinge, deren Nummern unter 1000 lagen. Alle wurden umgebracht, bis auf Ilse Gostynski, die freigelassen wurde.“ Ilse Gostynski hatte die Häftlingsnummer 471.
Ihre Mitgefangene im Frauen-KZ Moringen Gabriele Herz schrieb in ihren Memoiren The Women's Camp in Moringen - A Memoir of Imprisonment in Germany 1936-1937 über Ilse Lipinski:
„Linksradikale Gesinnung hat ebenfalls Ilse Lipinski nach hier gebracht. Sie hat in einer Berliner Leihbücherei gearbeitet, verfügt über Witz, Schlagfertigkeit und gute Kenntnisse in verschiedenen Wissensgebieten. Die schlacksigen Bewegungen ihrer langen Gliedmaßen, der kurz geschnittene Bubikopf, der magere Körper geben ihrer Erscheinung etwas Jungenhaftes. Die kurzsichtigen Augen hinter scharf geschnittenen Brillengläsern verschönern sie eben nicht.“
Laut der britischen Journalistin und Buchautorin Sarah Helm hatte Ilse Gostynski im KZ Ravensbrück auch Kontakt zu Olga Benario-Prestes, die als „Stalins Agentin“ bekannt wurde. Ilse Gostynski kannte sie schon aus dem KZ Lichtenburg und traf sie in Ravensbrück wieder, wo Benario von den Wärterinnen zunächst sehr schlecht behandelt und mit Einzelhaft und Essensentzug bestraft wurde. Ilse Gostynski beschaffte ihr heimlich zusätzliche Essensrationen und versuchte auch, als sie schon in England war, dabei zu helfen, Olga Benario aus Ravensbrück zu befreien, was allerdings nicht gelang. Sarah Helms schreibt in ihrem Buch Ohne Haare und ohne Namen - im Frauen-Konzentrationslager Ravensbrück dazu:
„Es war Ilse Gostynski, die als erste entdeckte, dass Olga in Einzelhaft saß. Ilse war für das Ausleeren der Eimer aus den Zellen zuständig und schaffte es, ein paar Worte mit Olga zu wechseln, die sie aus Lichtenburg kannte und deren Geschichte sie tief beeindruckt hatte. Ilse erinnerte sich an Olga als 'junge Frau aus München, sehr schön, sehr intelligent'. In Ravensbrück wurde sie schlecht behandelt, man gab ihr fast nichts zu essen.“